# Фрайкорпс
Фрайкорпс (на немски: Freikorps – „Свободен корпус“) са военизирани организации в германските земи и Германия от XVIII до ХХ век.
Първоначално са доброволчески военизирани отряди. Първият фрайкорпс е набран от Фридрих II през XVIII век по време на Седемгодишната война. Други фрайкорпс се появяват по време на Наполеновите войни и са водени например от Фердинанд фон Шил и по-късно от Адолф фон Лютцов.
След 1918 г. много германски ветерани от Първата световна война се чувстват откъснати от цивилния живот и се присъединяват към Фрайкорпс, търсейки стабилност във военна структура. Други, гневни заради внезапното и необяснимо поражение, се присъединяват, за да потушават комунистически въстания. Те са подкрепени от Густав Носке, германският министър на отбраната, който ги използва, за да смаже комунистическата Ноемврийска революция и марксистката Спартакистка лига. Те са използвани и за побеждаването и анексирането на Баварската съветска република през 1919 г. Няколко Фрайкорпс се бият в Прибалтика, Силезия и Прусия след края на Първата световна война, включително в авиационни битки и понякога постигат значителни успехи срещу редовни войски.
Те са официално разпуснати през 1920 г., но някои се опитват неуспешно да свалят правителството в Каповския пуч.
Някои бъдещи лидери на NSDAP служат във Фрайкорпс.